# Liste der Träger des Bayerischen Verdienstordens/S

## S
1. Albert Sabin (1906–1993), Virologe (verliehen 1964)
2. Markus Sackmann (1961–2015), Staatssekretär im Bayerischen Staatsministerium für Arbeit und Sozialordnung, Familie und Frauen (verliehen am 29. Juli 2010)
3. Marianne Sägebrecht (* 1945), Schauspielerin (verliehen am 17. Juli 2003)
4. Peter Sahlberg, Unternehmer, Vizepräsident des Landesverbandes Groß- und Außenhandel Bayern (verliehen am 9. Juli 2009)
5. Rachel Salamander (* 1949), Vorstandsmitglied des Münchner Kunstvereins, Leiterin des Förderkreises Literatur zum Judentum (verliehen am 12. Juli 2004)
6. Dieter Salch (* 1940), Rechtsanwalt (verliehen am 10. Oktober 2012)
7. Rudolf Sallinger (1916–1992), österreichischer Politiker (verliehen 1990)
8. Brigitte Salmen, Kunsthistorikerin, Leiterin des Schlossmuseums Murnau (verliehen am 20. Juli 2011)
9. Ulla Salzgeber (* 1958), Dressurreiterin (verliehen 9. Juli 2009)
10. Robert Salzl, ehem. Chefpilot (verliehen am 10. Oktober 2012)
11. Ivo Sanader (* 1953), kroatischer Politiker (verliehen 2007)
12. Christian Heinrich Sandler (1929–2009), Unternehmer, Präsident der IHK für Oberfranken
13. Christian Heinrich Sandler (* 1953), Vorstand der Firma Sandler AG (verliehen am 10. Oktober 2012)
14. Eberhard Sasse (* 1951), Unternehmer, Präsident der Industrie- und Handelskammer für München und Oberbayern (verliehen am 27. Juni 2018)
15. Carl Sattler (1877–1966), Architekt, Professor, Präsident der Akademie der bildenden Künste (verliehen am 15. Dezember 1959)
16. Erich Sauer (1917–2001), Schulamtsdirektor und MdL a. D.
17. Sabine Sauer (* 1955), Moderatorin (verliehen 13. Juli 2016)
18. Klaus G. Saur (* 1941), Verleger (verliehen 2002)
19. Alfred Sauter (* 1950), MdL und Staatsminister a. D. (verliehen am 30. Juli 1995)
20. Sanih Savdir (1927–2022), Zahnarzt (verliehen 2009)
21. Ina Schabert (* 1940), Extraordinaria für Englische Philologie an der Ludwig-Maximilians-Universität München (verliehen am 17. Juli 2003)
22. Martha Schad (* 1939), Historikerin (verliehen am 20. Juli 2011)
23. Lotte Schädle (* 1926), Bayerische Kammersängerin, Sopran
24. August Schäfer (1888–1984), Oberlandesgerichtspräsident (verliehen am 15. Dezember 1959)
25. Ludwig Schäfer (1912–2003), Richter (verliehen 1974)
26. Maria-Elisabeth Schäffler (* 1941), Unternehmerin, Vizepräsidentin der Industrie- und Handelskammer Nürnberg für Mittelfranken (verliehen am 17. Juli 2003)
27. Wolfgang Schaffer (1933–2012), Präsident des Oberlandesgerichts Nürnberg (verliehen am 4. Juli 1991)
28. Max Schaidhauf (1885–1975), Ingenieur, Direktor des Elektroschmelzwerkes Kempten (verliehen am 15. Dezember 1959)
29. Hans Schaidinger (* 1949), Oberbürgermeister der Stadt Regensburg (verliehen am 3. Juli 2013)
30. Bettina Schaidl (* 1. Januar 1894; † 1. März 1976), Provinzialoberin des Generalats der Armen Schulschwestern (verliehen am 15. Dezember 1959)
31. Herbert Schambeck (1934–2023), Rechtswissenschaftler und Politiker
32. Klaus Schamberger (* 1942), Journalist (verliehen am 5. Juli 2023)
33. Peter Schamoni (1934–2011), Regisseur und Filmproduzent (verliehen am 12. Juli 2004)
34. Alois Schardt (1926–1998), Programmdirektor des ZDF (verliehen 1987)
35. Albert Scharf (1934–2021), Intendant des Bayer. Rundfunks (verliehen 1978)
36. Harald Scharf (* 1954), Domvikar, ehem. Dompfarrer, ehem. Diözesanpräses des Kolpingwerks (verliehen am 14. Oktober 2015)
37. Maria Scharfenberg (* 1952), Mitglied des Bayerischen Landtags (verliehen am 10. Oktober 2012)
38. Rupert Schärfl (1920–2007), Kommunalpolitiker
39. Berta Scharrer (1906–1995), Wissenschaftlerin (verliehen 1994)
40. Walter Schatt (* 1941), Gründer und Vorsitzender des Aufsichtsrates der Schattdecor AG (verliehen am 29. Juli 2010)
41. Max Schattenfroh, Senatspräsident (verliehen am 15. Dezember 1959)
42. Theodor Schattenmann († 15. Februar 1963), Oberkirchenrat (verliehen am 15. Dezember 1959)
43. Franz Schausberger (* 1950), Landeshauptmann von Salzburg (verliehen 2007)
44. Otto Schedl (1912–1995), Publizist, Wirtschafts- und Finanzminister in Bayern (verliehen am 15. Dezember 1959)
45. Christine Scheel (* 1956), ehemalige Bundestagsabgeordnete (verliehen 2001)
46. Kurt Schelter (* 1946), Minister a. D., Rechtsanwalt (verliehen am 7. Juli 1999)
47. Dolores J. Schendel (* 1947), Vorstandsvorsitzende und Forschungs- und Entwicklungsvorstand der Medigene AG (verliehen am 27. Juni 2018)
48. Assumpta Schenkl (1924–2009), Zisterzienserin, Äbtissin des Klosters Seligenthal in Landshut und Gründerpriorin des Klosters Helfta in Eisleben
49. Axel Schenzle (1943–2016), Physiker und Dekan der Fakultät Physik der Ludwig-Maximilians-Universität München (verliehen am 11. Juli 2008)
50. Andreas Scherber (1893–1974), Landtagsabgeordneter (verliehen am 15. Dezember 1959)
51. Traugott Scherg (1936–2017), Landrat des Landkreises Pfaffenhofen
52. Ludwig Scherl (1920–1999), Oberbürgermeister
53. Karl Schermann (* 1950), Zeitungsjournalist, früherer Chefredakteur bei tz und Münchner Merkur (verliehen am 8. Juli 2021)
54. Achill Scheuerle (1878–1959), Unternehmer, (verliehen 1957)
55. Ludwig Schick (* 1949), Erzbischof von Bamberg (verliehen am 3. Juli 2013)
56. Gustav Schickedanz (1895–1977), Fabrikant und Unternehmer (verliehen am 21. Mai 1961)
57. Friedrich Schiedel (1913–2001), Unternehmer und Mäzen
58. Julius Schieder (1888–1964), Kreisdekan von Nürnberg (verliehen 1959)
59. Werner Schieder (* 1948), Politiker, Mitglied des Bayerischen Landtags und Mitglied des deutschen Bundestages (verliehen am 11. Juli 2008)
60. Erika Schindecker (* 1951), Geschäftsführerin (verliehen am 22. Juli 2019)
61. Elfriede Schießleder (* 1957), Vorsitzende des Landesverbandes Bayern des Katholischen Deutschen Frauenbundes (KDFB) (verliehen am 27. Juni 2018)
62. Friedrich Schiller (1895–1990), Ministerialbeamter (verliehen 1963)
63. Agnes Maria Schilling (1939–2021), Journalistin (verliehen am 10. Oktober 2012)
64. Otto Schily (* 1932), Bundesminister des Innern (verliehen am 20. Juni 2001)
65. Renate Schimmer-Wottrich, ehemalige Geschäftsführerin der Firma Truma Gerätetechnik GmbH & Co. (verliehen am 29. Juli 2010)
66. Robert Schindlbeck (1911–1999), Internist und Standesvertreter (verliehen 1976)
67. Franz Schindler (* 1956), Landtagsabgeordneter (verliehen am 12. Juli 2004)
68. Michael Schindler, Unternehmer (verliehen am 3. Juli 2013)
69. Hans-Jürgen Schinzler (* 1940), Vorsitzender des Vorstands der Münchener Rückversicherungs-Gesellschaft (verliehen am 20. Juni 2001)
70. Johannes Friedrich Schippmann, Generaldirektor der Deutschen Lloyd Lebensversicherung (verliehen am 15. Dezember 1959)
71. Walter Schirmer (1928–2018), Prälat und Caritasdirektor (verliehen 1996)
72. Ursula Schleicher (* 1933), Politikerin (verliehen 1983)
73. Gabriele Schleuning (* 1952), Chefärztin der Klinik für Psychiatrie und Psychotherapie Süd.West und des Psychiatrischen Krisenzentrums Atriumhaus in München (verliehen am 14. Oktober 2015)
74. Monika Anna Schleyer, Hausfrau (verliehen am 20. Juni 2001)
75. Volker Schlöndorff (* 1939), Regisseur (verliehen am 17. Juli 2003)
76. Peter Schmalz (* 1943), Chefredakteur, Journalist (verliehen am 17. Dezember 2014)
77. Michael Schmaus (1897–1993), Theologe und Dogmatiker (verliehen am 20. November 1959)
78. Otmar Schmelzer (* 1961), Kabarettist (verliehen am 5. Juli 2023)
79. Chrysostomus Schmid (1883–1962), Erzabt der Benediktiner-Erzabtei St. Ottilien (verliehen am 15. Dezember 1959)
80. Georg Schmid (* 1953), Staatssekretär im Bayerischen Staatsministerium des Innern, Landtagsabgeordneter (verliehen am 12. Juli 2004)
81. Peter Schmid (* 1947), Mitglied des Bayerischen Landtags (verliehen am 10. Oktober 2012)
82. Rupert Schmid (1935–2021), Bezirkstagspräsident der Oberpfalz, Landrat (verliehen am 20. Juni 2001)
83. Wilhelm Schmid, (verliehen am 5. Juli 2023)
84. Horst Schmidbauer (1940–2024), Bundestagsabgeordneter (verliehen am 12. Juli 2004)
85. Werner Schmidbauer (* 1961), Fernsehmoderator, Musiker und Liedermacher (verliehen am 27. Juni 2018)
86. Traudl Schmidramsl (* 1945), Gastronomin, Mitglied im Bayerischen Hotel- und Gaststättenverband e. V. (BHG) -Berufsbildungsausschuss (verliehen am 13. Juli 2016)
87. Albrecht Schmidt (* 1938), Jurist und Bankmanager, Vorstandssprecher der HypoVereinsbank (verliehen am 4. Juli 1991)
88. Christian Schmidt (* 1957), parlamentarischer Staatssekretär beim Bundesminister der Verteidigung, Mitglied des Deutschen Bundestags (verliehen 2007)
89. Friedrich Wilhelm Schmidt, Vorsitzender der Landesgruppe Bayern des Bundesverbandes privater sozialer Dienste e. V. (verliehen am 10. Oktober 2012)
90. Hans-Peter Schmidt, Unternehmer, Präsident der Industrie- und Handelskammer Nürnberg für Mittelfranken (verliehen am 12. Juli 2004)
91. Horst R. Schmidt (* 1941), Fußball-Funktionär (verliehen am 14. Juli 2005)
92. Max Schmidt (1925–2002), Chemiker (verliehen 1994)
93. Henriette Schmidt-Burkhardt (1926–2014), Unternehmerin und Mäzenin (verliehen am 17. Juli 2003)
94. Gerhard Schmidt-Gaden (* 1937), Dirigent, Stimmbildner, Leiter des Tölzer Knabenchores (verliehen 1994)
95. Helga Schmidt-Gaden (* 1940), Geschäftsführerin des Tölzer Knabenchors (verliehen am 13. Juli 2016)
96. Ursula Schmidt-Tintemann (1924–2017), plastische Chirurgin und Professorin (verliehen am 12. Juli 2004)
97. Jacqueline Schmieder, (verliehen am 22. Juli 2019)
98. Rudolf W. Schmitt (* 1941), Ministerialdirektor (verliehen am 2. Juli 1993)
99. Karl Schmitt-Walter (1900–1985), Kammersänger, Lieder- und Opernsänger (verliehen am 3. Juli 1959)
100. Renate Schmucker, Stifterin (verliehen am 13. Juli 2016)
101. Robert Schmucker (* 1943), Stifter, Professor an der Technischen Universität München am Lehrstuhl für Raumfahrttechnik (verliehen am 13. Juli 2016)
102. Georg Schmuttermayr (1932–2017), Apostolischer Protonotar, Domkapitular i. R., ehemaliger Universitätsprofessor (verliehen am 17. Dezember 2014)
103. Hildegard Schnarrenberger-Gairing, Unternehmerin (verliehen am 3. Juli 2013)
104. Gisela Schneeberger (* 1948), Kabarettistin und Schauspielerin (verliehen am 10. Oktober 2012)
105. Herbert Schneider (1922–2022), Schriftsteller, Journalist (verliehen am 20. Juli 2011)
106. Michael Schneider (* 1944), Vorsitzender des Vorstands der LfA Förderbank Bayern (verliehen am 11. Juli 2007)
107. Siegfried Schneider (* 1956), Bayerischer Staatsminister, Leiter der Staatskanzlei, Landtagsabgeordneter (verliehen am 9. Juli 2009)
108. Siglinde Schneider-Fuchs, Journalistin, Stv. Vorsitzende der THW-Landesvereinigung Bayern (verliehen am 3. Juli 2013)
109. Hanns-Martin Schneidt (1930–2018), Dirigent (verliehen am 20. Juni 2001)
110. Heinrich Schneier (1925–2022), Politiker
111. Peter Schnell (1935–2024), Oberbürgermeister der Stadt Ingolstadt (verliehen am 4. Juli 1991)
112. Gerda Schnellbögl (1917–2010), Oberin des Canisius-Konvikts Ingolstadt (verliehen am 4. Juli 1991)
113. Monika Schnitzer (* 1961), Ordinaria an der Volkswirtschaftlichen Fakultät der Ludwig-Maximilians-Universität München (verliehen am 10. Oktober 2012)
114. Gerhard Schober (* 1938), Lehrer i. R., Kreisheimatpfleger (verliehen am 20. Juli 2011)
115. Manfred Schoch (* 1955), Gesamtbetriebsratsvorsitzender BMW AG (verliehen am 11. Juli 2007)
116. Hans Schöbel, Vorsitzender des Landesverbandes für Körper- und Mehrfachbehinderte (verliehen am 20. Juli 2011)
117. Hermann Schoenauer (* 1950), Vorstandsvorsitzender des Direktoriums des Evang.-Luth. Diakoniewerkes Neuendettelsau, Pfarrer (verliehen am 17. Dezember 2014)
118. Walter Schöll (2. Mai 1922 – 17. Mai 2007), Werbekaufmann, Intimus von Franz Josef Strauß, 1980er Jahre Honorarkonsul v. Papua-Neuguinea (verliehen am 21. Mai 1974)
119. Friedl Schöller (1924–2014), Unternehmerin (verliehen am 17. Juli 2003)
120. Karin Schöllhorn, Erste Vorsitzende des Deutschen Kinderschutzbundes Kreisverband Augsburg, ehemaliges Vorstandsmitglied des Deutschen Kinderschutzbundes (verliehen am 17. Dezember 2014)
121. Rupert Scholz (* 1937), ehemaliger Bundesminister, Leiter des Instituts für Politik und Öffentliches Recht an der Universität München (verliehen am 4. Juli 1991)
122. Chris-Carolin Schön (* 1963), Professorin am Lehrstuhl für Pflanzenzüchtung der Technischen Universität München (verliehen am 27. Juni 2018)
123. Walter Schön, Ministerialdirektor (verliehen am 20. Juni 2001)
124. Andrea Schönberger, Unternehmerin (verliehen am 14. Oktober 2015)
125. Sabine Schönberger, Unternehmerin (verliehen am 14. Oktober 2015)
126. Barbara Schöneberger (* 1974), Fernseh- und Radiomoderatorin, Entertainerin, Schauspielerin und Sängerin (verliehen am 20. Januar 2023)
127. Josef Schöner (1904–1978), Botschafter der Republik Österreich (verliehen am 19. November 1960)
128. Gerd Schönfelder (* 1970), Ski-Rennfahrer (verliehen am 8. Juli 2021)
129. Eveline Schönleber (* 1966), Unternehmerin (verliehen am 5. Juli 2023)
130. Theresa Schopper (* 1961), Politikerin (Grüne), ehemalige Abgeordnete des Bayerischen Landtags (verliehen am 8. Juli 2021)
131. Angelika Schorer (* 1958), Mitglied des Bayerischen Landtages (verliehen am 27. Juni 2018)
132. Alexandra Schörghuber (* 1958), Vorsitzende des Stiftungsrates der Schörghuber Unternehmensgruppe (verliehen am 10. Oktober 2012)
133. Elisabeth Schosser (* 1933), Stadträtin (verliehen am 20. Juni 2001)
134. Rosemarie Schotte (* 1940), Leiterin der Weihnachtspostfiliale in Himmelstadt (verliehen am 5. Juli 2023)
135. Josef Schrag (* 1934), Unternehmer, ehem. Präsident des Verbandes deutscher Hopfenpflanzer (verliehen am 12. Juli 2004)
136. Annemarie Schraml (* 1952), Ärztin (verliehen am 5. Juli 2023)
137. Wilhelm Schraml (1935–2021), 84. Bischof von Passau (verliehen am 12. Juli 2004)
138. Ernst Schramm (1922–2013) Leiter der LRSt a. D. (verliehen 1986)
139. Wolfgang Schramm (* 1943), ehem. Extraordinarius für Transfusionsmedizin am Klinikum der Ludwig-Maximilians-Universität München, Vorsitzender der Bayerischen Kinderhilfe Rumänien e. V. (verliehen am 9. Juli 2009)
140. Moritz Schrauf OSB (1891–1974), Leiter der Landwirtschaftsschule (verliehen am 15. Dezember 1959)
141. Lorenz Schreiner (1920–2008), em. Extraordinarius an der Ludwig-Maximilians-Universität München, 1. Vorsitzender des Heimatverbandes Eger – Stadt und Land „Egerer Landtag e. V.“ (verliehen am 20. Juni 2001)
142. Willi Schreiner (* 1956), Vorsitzender des Verbands Bayerischer Lokalrundfunk e. V. (verliehen am 20. Juli 2011)
143. Wolfgang Schreiner (* 1957), ehem. Geschäftsführer, Stifter (verliehen am 10. Oktober 2012)
144. Ludwig Schrittenloher (1931–2024), Landrat und 1990 bis 1996 Mitglied des Bayerischen Senats (verliehen am 4. Juli 1991)
145. Dieter Schröder (1931–2021), Journalist, Publizist und Autor, langjähriger Chefredakteur der Süddeutschen Zeitung und Herausgeber der Berliner Zeitung (verliehen Ende der 80er Jahre)
146. Binette Schroeder (1939–2022), Kinderbuchillustratorin (verliehen am 10. Oktober 2012)
147. Ernst Schroeder, Rechtsanwalt, Präsident des Bayerischen Ehrengerichtshof für Rechtsanwälte (verliehen am 15. Dezember 1959)
148. Friedrich-Christian Schroeder (1936–2024), Ordinarius für Strafrecht, Strafprozessrecht und Ostrecht an der Universität Regensburg, Vorstand des Instituts für Ostrecht München e. V. (verliehen am 20. Juni 2001)
149. Joseph Schröffer (1903–1983), Bischof von Eichstätt (verliehen am 15. Dezember 1959)
150. Christine Schröpf (* 1963), Redakteurin (verliehen am 5. Juli 2023)
151. Franz Schropp, ehemaliger Geschäftsführer und Abteilungsleiter Berufsbildung der IHK München (verliehen am 27. Juni 2018)
152. Benedicta Schrott, Direktorin des Realgymnasiums und der Oberrealschule der Englischen Fräulein in Nürnberg (verliehen am 15. Dezember 1959)
153. Michaela Schubert, (verliehen am 5. Juli 2023)
154. Manfred Schuhmann (* 1942), Landtagsabgeordneter (verliehen am 17. Juli 2003)
155. Otto Schuhmann (1944–2025), Landtagsabgeordneter (verliehen am 4. Juli 1991)
156. Heidi Schülke, ehem. Präsidentin der Landessynode der Evangelisch-Lutherischen Kirche in Bayern und Mitglied der Synode der Evangelischen Kirche in Deutschland (verliehen am 29. Juli 2010)
157. Monsignore Florian Schuller (* 1946), Katholische Akademie Bayern (verliehen am 12. Juli 2017)
158. Henning Schulte-Noelle (* 1942), Vorsitzender des Vorstands der Allianz Aktiengesellschaft (verliehen am 20. Juni 2001)
159. Adolf Schulten (1870–1960), Professor (verliehen am 15. Dezember 1959)
160. Dieter Schultheiss, Unternehmer (verliehen am 12. Juli 2004)
161. Klaus Schultz (1947–2014), Dramaturg und Intendant (verliehen 2008)
162. Wolfgang E. Schultz (* 1945), Unternehmer, Vizepräsident der Industrie- und Handelskammer (verliehen am 9. Juli 2009)
163. Michael Schulz, Leiter einer Selbsthilfegruppe für Sehgeschädigte, Blinden- und Sehbehindertenberater des Bayerischen Blinden- und Sehbehindertenbundes e. V. für den Landkreis Haßberge, ehem. Sonderschullehrer (verliehen am 13. Juli 2016)
164. Erich Schulze (1913–2017), Verbandsfunktionär, Vorstand und Generaldirektor der GEMA (verliehen 1971)
165. Ekkehard Schumann (1931–2024), Jurist und Vizepräsident des Bayerischen Senats (verliehen 1981)
166. Heribert Schunkert (* 1959), Kardiologe und Hochschullehrer an der Technischen Universität München (verliehen am 5. Juli 2023)
167. Wolfgang Schüssel (* 1945), ehemaliger österreichischer Bundeskanzler (verliehen am 18. Mai 2007)
168. Josef Schuster (* 1954), damals Präsident des Landesverbandes der Israelitischen Kultusgemeinden in Bayern, Vorsitzender der Israelitischen Kultusgemeinde Würzburg, heute Präsident des Zentralrats der Juden in Deutschland (verliehen am 29. Juli 2010)
169. Stefan Schuster (* 1959), Landtagsabgeordneter (verliehen am 12. Juli 2017)
170. Erna Schützenberger (1892–1975), städtische Beamtin und Volksmusikforscherin (verliehen 1974)
171. Michael Schwägerl (* 1964), Vorsitzender des Bayerischen Philologenverbands (verliehen am 5. Juli 2023)
172. Ernst Schwarz (1895–1983), Universitätsprofessor der älteren Germanistik an der Universität Erlangen, (verliehen 1960)
173. Leopold Schwarz (1897–1960), Geistlicher Rat, Zusmarshausen (verliehen am 15. Dezember 1959)
174. Dietrich Schwarzkopf (1927–2020), Vorsitzender des Vorstandes der Deutschen Journalistenschule e. V. (verliehen am 9. Juli 2009)
175. Leonhard Schweiberer (1930–2017), Chirurg und Universitätsprofessor an der LMU München
176. Gunter Schweiger (* 1953), Ingenieur und emeritierter Professor der Technischen Hochschule Ingolstadt (verliehen am 8. Juli 2021)
177. Bastian Schweinsteiger (* 1984), Profifußballer, ehem. Spieler des FC Bayern (verliehen am 27. August 2018)
178. Otto Schwerdt (1923–2007), Vorsitzender der Israelitischen Kultusgemeinde in Regensburg
179. Prälat Josef Schweiger (1920–1977), ehem. Direktor der Katholischen Jugendfürsorge im Bistum Regensburg (verliehen am 5. Juli 2006)
180. Alfred Schwingenstein (1919–1997), Jurist, Diplom-Volkswirt und Verleger (verliehen 1988)
181. Hanna Schygulla (* 1943), Schauspielerin (verliehen am 29. Juli 2010)
182. Horst Seehofer (* 1949), Bayerischer Ministerpräsident von 2008 bis 2018 (Träger seit dem Amtsantritt 2008)
183. Lothar Seelandt, Unternehmer, Filmverleiher (verliehen am 10. Oktober 2012)
184. Birgit Seelbinder (* 1948), Oberbürgermeisterin (verliehen am 9. Juli 2009)
185. Peter Sefrin (* 1941), Oberarzt des Instituts für Anästhesiologie der Julius-Maximilians-Universität Würzburg, Erster Vorsitzender der Arbeitsgemeinschaft der in Bayern tätigen Notärzte (verliehen am 12. Juli 2004)
186. Hanns Seidel (1901–1961), Bayerischer Ministerpräsident 1957–1960
187. Henny Seidemann (1922–2012), Holocaust Zeitzeugin, Ehrenvorsitzende der Gesellschaft für christlich-jüdische Zusammenarbeit München-Regensburg e. V.
188. Martin Seidl (1934–2021), ehem. Landrat des Landkreises Berchtesgadener Land (verliehen am 17. Juli 2003)
189. Kurt Seidler (* 2. Juni 1903; † ?) Sektionschef im Bundesministeriums für Inneres der Republik Österreich (verliehen am 19. November 1960)
190. Josef Seifried (1892–1962), Staatsminister (verliehen am 15. Dezember 1959)
191. Manfred Seitz (1928–2017), Hochschullehrer (verliehen 1992)
192. Franz Seitz junior (1921–2006), Filmproduzent, Filmregisseur, Drehbuchautor (verliehen 1985)
193. Friedrich Seitz, Ministerialdirektor (verliehen am 9. Juli 2009)
194. Martin Seitz (1895–1988), Studienprofessor und Gemmenschneider (verliehen 15. Dezember 1959)
195. Beate Seitz-Weinzierl (* 1955), Diplom-Theologin, Journalistin (verliehen am 10. Oktober 2012)
196. Christel Sembach-Krone (1936–2017), Direktorin des Circus Krone (verliehen am 25. Dezember 1998)
197. Kurt Semm (1927–2003), Direktor der Abteilung Frauenheilkunde im Klinikum der Christian-Albrechts-Universität Kiel (verliehen am 4. Juli 1991)
198. Petra Semmert, Geschäftsführerin der PS-Akademie Nürnberg, Gründungsmitglied und Vorsitzende des Vereins Sternchenmarkt e. V. (verliehen am 27. Juni 2018)
199. Kilian Sendner, ehrenamtlicher Stadtrat von Nürnberg (verliehen am 14. März 2022)
200. Günter Severin (* 1936), Unternehmer, Vorsitzender des Stiftungsrates der Bayerischen CVJM-Stiftung (verliehen am 9. Juli 2009)
201. Wilhelm Sickinger (* 23. Juni 1908; † ?), Ministerialrat im Österreichischen Bundeskanzleramt (verliehen am 19. November 1960)
202. Ilse Siefert-Westphal, Gründerin der Bad Wörishofer Tafel (verliehen am 5. Juli 2023)
203. Ralph Siegel (* 1945), Komponist und Musikproduzent (verliehen am 29. Juli 2010)
204. Hans-Jürgen Siegert (* 1935), Professor für Informatik an der TU München (verliehen am 7. Juli 1999)
205. Jörg Rüdiger Siewert (1940–2024), Chirurg
206. Günther Sigl (* 1947), Sänger (verliehen am 22. Juli 2019)
207. Silvia von Schweden (* 1943), Königin von Schweden (verliehen am 24. Juli 2017)
208. Florian Silbereisen (* 1981), Showmaster, Fernsehmoderator, Schlagersänger und Schauspieler (verliehen am 5. Juli 2023)
209. Erika Simm (1940–2015), Bundestagsabgeordnete (verliehen am 20. Juni 2001)
210. Erich Simmel (1885–1974), Staatssekretär und Landtagsabgeordneter (verliehen 15. Dezember 1959)
211. Georg Simnacher (1932–2014), Bezirkstagspräsident und Landrat
212. Erika Simon (1927–2019), Professorin für Klassische Archäologie an der Universität Würzburg
213. Kirsten Simon, Vorsitzende der Lebenshilfe Aschaffenburg (verliehen am 5. Juli 2023)
214. Robert Simon (1937–2021), emeritierter Generalvikar der Erzdiözese München und Freising (verliehen am 20. Juli 2011)
215. Josef Singer (1888–1980), Präsident des Bayerischen Senats (verliehen am 20. Juni 1958)
216. Erni Singerl (1921–2005), Schauspielerin (verliehen am 4. Juli 1991)
217. Johannes Singhammer (* 1953), Mitglied des Deutschen Bundestages (verliehen am 29. Juli 2010)
218. Eberhard Sinner (* 1944), Staatsminister für Europaangelegenheiten und regionale Beziehungen in der Bayerischen Staatskanzlei, Landtagsabgeordneter (verliehen am 12. Juli 2004)
219. Schwester Maria Benigna Sirl, Generaloberin des Franziskuswerks Schönbrunn (verliehen am 5. Juli 2023)
220. Erich Sixt (* 1944), Vorstandsvorsitzender der Sixt AG (verliehen am 20. Juli 2011)
221. Regine Sixt (* 1943), Leiterin internationales Marketing der Sixt AG (verliehen am 20. Juli 2011)
222. Elzbieta Sobótka, ehem. Generalkonsulin der Republik Polen und Doyenne des im Freistaat Bayern akkreditierten Konsularkorps (verliehen am 10. Oktober 2012)
223. Markus Söder (* 1967), Bayerischer Staatsminister für Umwelt und Gesundheit (2008–2011), seit 2018: Bayerischer Ministerpräsident, (verliehen am 29. Juli 2010)
224. Wilhelm-Peter Söhnges (1905–1985), Augenoptikermeister und Honorarkonsul der Republik Honduras für den Freistaat Bayern (verliehen am 21. Mai 1974)
225. Klaus Peter Söllner (* 1956), Politiker der Freien Wähler (FW) (verliehen am 8. Juli 2021)
226. Elke Sommer (* 1940), Schauspielerin, Sängerin und Malerin (verliehen am 22. Juni 2019)
227. Ferdinand Sommer (1875–1962), Philologe und Indogermanist (verliehen am 20. November 1959)
228. Gerd Sonnleitner (* 1948), Präsident des Bayerischen Bauernverbandes von 1991 bis 2012 (verliehen am 22. Februar 2013)
229. Eduard Söring (1903–1987), Generaldirektor (verliehen am 9. Juni 1969)
230. Ludwig Spaenle (* 1961), Bayerischer Staatsminister für Unterricht und Kultus (verliehen am 10. Oktober 2012)
231. Hannelore Spangler, Unternehmerin (verliehen am 12. Juli 2017)
232. Julius Spanier (1880–1959), Kinderarzt und Vorsitzender des Landesverbandes der israelitischen Kultusgemeinden in Bayern (verliehen am 20. Juni 1958)
233. Wolfgang Spann (1921–2013), Rechtsmediziner und Dekan der Medizinischen Fakultät der Universität München
234. Michaela Speckner, Provinzoberin in den Regens Wagner Stiftungen (verliehen am 3. Juli 2013)
235. Jutta Speidel (* 1954), Schauspielerin (verliehen am 20. Juli 2011)
236. Max Spindler (1894–1986), Historiker (verliehen 1959)
237. Sofie Spindler, Direktorin der Bayerischen Landesschule für Blinde (verliehen am 9. Juni 1969)
238. Stephanie Spinner-König, Unternehmerin (verliehen am 17. Dezember 2014)
239. Friede Springer (* 1942), Stellvertretende Vorsitzende des Aufsichtsrates der Axel Springer AG (verliehen am 12. Juli 2004)
240. Franz Stadler (1913–2000), Vorsitzender des Gaues Südbayern, später Präsident des ADAC (verliehen am 9. Juni 1969)
241. Max Stadler (1949–2013), Bundestagsabgeordneter (verliehen 2006)
242. Rupert Stadler (* 1963), Vorsitzender des Vorstands der Audi AG (verliehen am 29. Juli 2010)
243. Toni Stadler (1888–1982), Bildhauer und Professor (verliehen am 15. Dezember 1959)
244. Georg Stadtmüller (1909–1985), Historiker (verliehen 1973)
245. Hansjörg Staehle (* 1943), Präsident der Rechtsanwaltskammer München (verliehen 2008)
246. Wilhelm Stählin (1883–1975), lutherischer Theologe, Bischof, Prediger und Vertreter der Liturgischen Bewegung (verliehen 1973)
247. Werner J. Stamm, Unternehmer, Präsidiumsmitglied des Wirtschaftsbeirates der Union e. V. (verliehen am 9. Juli 2009)
248. Josef Stangl (1907–1979), Bischof von Würzburg (verliehen am 15. Dezember 1959)
249. Franziska Stanglmeier (1920–2008), Mäzenin (verliehen am 20. Juni 2001)
250. Hans Stark, Präsident der Handwerkskammer Niederbayern/Oberpfalz (verliehen am 10. Oktober 2012)
251. Martina Stauch, Fachärztin für Innere Medizin, Hämatologie, Onkologie und Gerinnung (verliehen am 14. März 2022)
252. Rudolf Staudigl, Professor (verliehen am 22. Juli 2019)
253. Max Staudinger, Präsident des Arbeitgeberverbandes der Deutschen Glasindustrie (verliehen am 4. Juli 1991)
254. Franz Ludwig Schenk Graf von Stauffenberg (* 1938), Rechtsanwalt und Politiker (CSU) (verliehen 1984)
255. Francesco Stefani (1923–1989), Filmregisseur (verliehen 1983)
256. Charlotte Steffel (1925–2020), Unternehmerin (verliehen am 24. Juni 1982)
257. Josef Lothar Steib, Unternehmer (verliehen am 9. Juni 1969)
258. Christa Steiger (* 1951), Landtagsabgeordnete (verliehen am 9. Juli 2009)
259. Fritz Steigerwald (1937–2011), Landrat (verliehen 2000)
260. Ina Stein, Dipl.-Verwaltungswirtin, ehem. Behindertenbeauftragte der Bayerischen Staatsregierung (verliehen am 12. Juli 2004)
261. Erika Steinbach (* 1943), Präsidentin des Bundes der Vertriebenen e. V., Vorsitzende der Stiftung Zentrum gegen Vertreibungen, Bundestagsabgeordnete (verliehen am 9. Juli 2009)
262. Josef Steinberger, Altbürgermeister des Marktes Reisbach (verliehen am 14. Oktober 2015)
263. Florian Streibl (* 1963), Politiker (verliehen am 22. Juli 2019)
264. Johann Steinböck (1894–1962), Landeshauptmann von Niederösterreich (verliehen am 19. November 1960)
265. Udo Steiner (* 1939), Richter des Bundesverfassungsgerichts a. D. (verliehen 2008)
266. Karl Steininger, Landeshauptmann des Bundes der Bayerischen Gebirgsschützen-Kompanien (verliehen am 20. Juni 2001)
267. Wulf Steinmann (1930–2019), Altrektor der Ludwig-Maximilians-Universität München (verliehen am 4. Juli 1991)
268. Eduard Stemplinger (1870–1964), Oberstudiendirektor (verliehen am 15. Dezember 1959)
269. Katharina Steppe-Roth, Kunstpädagogin M.A. (verliehen am 10. Oktober 2012)
270. Christa Stewens (* 1945), Bayerische Staatsministerin für Arbeit und Sozialordnung, Familie und Frauen (verliehen am 17. Juli 2003)
271. Hermann Stiefvater (1903–1977), Landtagsabgeordneter, Oberbürgermeister
272. Hans Stiegler (* 1957) Dekan i. R., Vizepräsident der Landessynode der Evangelisch-Lutherischen Kirche in Bayern (verliehen am 5. Juli 2023)
273. Ludwig Stiegler (* 1944), Politiker (verliehen 1992)
274. Johannes Evangelist Stigler (1884–1966), Professor und Päpstlicher Hausprälat (verliehen am 15. Dezember 1959)
275. Hans Stimmer (1892–1979), Landwirt und ehemaliger Reichstagsabgeordneter (verliehen am 15. Dezember 1959)
276. Josef Stimpfle (1916–1996), Bischof von Augsburg von 1963 bis 1992 (verliehen 1966)
277. Hanns Stock (1908–1966), Direktor des Deutschen Archäologischen Instituts in Kairo (verliehen am 7. Dezember 1964)
278. Jean Stock (1893–1965), Buchdrucker und Politiker (SPD) (verliehen 1959)
279. Wolfgang Stöckel, Journalist, 1. Vorsitzender des Bayerischen Journalisten-Verbandes e. V. (verliehen am 29. Juli 2010)
280. Michael Stöcker (1937–2013), Oberbürgermeister von Rosenheim 1977–2002 (verliehen am 20. Juni 2001)
281. Fritz Stockklausner (1889–1976), Veterinär und Professor (verliehen am 15. Dezember 1959)
282. Alexander Stöckl, Geschäftsführender Gesellschafter & Chefredakteur der „Privatfernsehen in Bayern GmbH & Co. KG“ (verliehen am 12. Juli 2017)
283. Monika Stoermer, ehem. Generalsekretärin der Bayerischen Akademie der Wissenschaften (verliehen am 10. Oktober 2012)
284. Edmund Stoiber (* 1941), ehemaliger Bayerischer Ministerpräsident (verliehen 1984)
285. Karin Stoiber (* 1943), Ehefrau des ehemaligen Bayerischen Ministerpräsidenten Edmund Stoiber (verliehen am 9. Juli 2009)
286. Dieter Stolte (1934–2023), Journalist und Intendant (verliehen 1985)
287. Michael Stoschek (* 1947), Vorsitzender der Gesellschafterversammlung der Brose Unternehmensgruppe (verliehen am 29. Juli 2010)
288. Klaus Stöttner (* 1963), Mitglied des Bayerischen Landtages (verliehen am 27. Juni 2018)
289. Hugo Strasser (1922–2016), Musiker und Komponist (verliehen am 10. Oktober 2012)
290. Johannes Strasser (* 1945), ehem. Bürgermeister von Tapfheim, Landtagsabgeordneter (verliehen am 7. Juli 1999)
291. Max Straubinger (* 1954), Politiker, Mitglied des Bundestages (verliehen am 20. Juli 2011)
292. Alice Strauss (1904–1991), Schwiegertochter von Richard Strauss, Garmisch-Partenkirchen (verliehen am 9. Juni 1969)
293. Franz Josef Strauß (1915–1988), Politiker (verliehen 1959)
294. Marianne Strauß (1930–1984), Ehefrau von F.J.S. (postum)
295. Lothar Strehl (1953–2022), Bewährungshelfer, Stadtrat (verliehen am 17. Dezember 2014)
296. Max Streibl (1932–1998), Bayerischer Ministerpräsident 1988–1993
297. Hans Striedl (1907–2002), Orientalist und Bibliothekar
298. Jürgen Ströbel (* 1947), Vizepräsident des Bayerischen Bauernverbandes und Landtagsabgeordneter (verliehen am 20. Juli 2011)
299. Käte Strobel (1907–1996), Bundesministerin (verliehen 1962)
300. Sonja Ströbl, Mäzenin, Stifterin (verliehen am 10. Oktober 2012)
301. Alfredo Stroessner (1912–2006), Militär, Politiker, Diktator Paraguays (verliehen 1973)
302. Christoph Strötz, ehemaliger Präsident des Oberlandesgerichts Nürnberg (verliehen am 27. Juni 2018)
303. Dorothee Strunz, Unternehmerin (verliehen am 27. Juni 2018)
304. Christian Stückl (* 1961), Intendant, Theaterregisseur (verliehen am 20. Juli 2011)
305. Freya von Stülpnagel, Mitglied im Vorstand des Vereins „Verwaiste Eltern e. V.“ (verliehen am 3. Juli 2013)
306. Elsbeth Sturm (auch Elisabeth Sturm; 1921–2018), Architektin und ehemalige 1. Vorsitzende des Landesverbandes Bayern im Deutschen Kinderschutzbund (verliehen am 4. Juli 1991)
307. Gustav Sühler (1922–1998), Landwirt und Politiker (verliehen 1968)
308. Barbara Sukowa (* 1950), Schauspielerin und Sängerin (verliehen am 10. Oktober 2012)
309. Paula Süß, Hausfrau (verliehen 2008)
310. Erich Supf, Geschäftsführer (verliehen am 15. Dezember 1959)
311. Bernhard Sutor (1930–2024), Ordinarius an der Katholischen Universität Eichstätt, Vorsitzender des Landeskomitees der Katholiken in Bayern (verliehen am 20. Juni 2001)
312. Gülseren Suzan-Menzel (verliehen am 5. Juli 2023)
313. Claus Swatosch, Einsatz für den Schwimmsport in Bayern (verliehen am 5. Juli 2023)
314. Burkhard Szech, Systemanalytiker, Softwareentwickler (verliehen am 17. Dezember 2014)
315. Ulrike Szech, Lehrkraft an der MTA- und Krankenpflegeschule des Klinikums Bayreuth (verliehen am 17. Dezember 2014)